# Starterkit

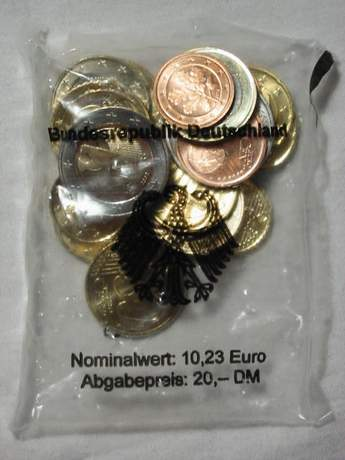
Deutsches Starterkit

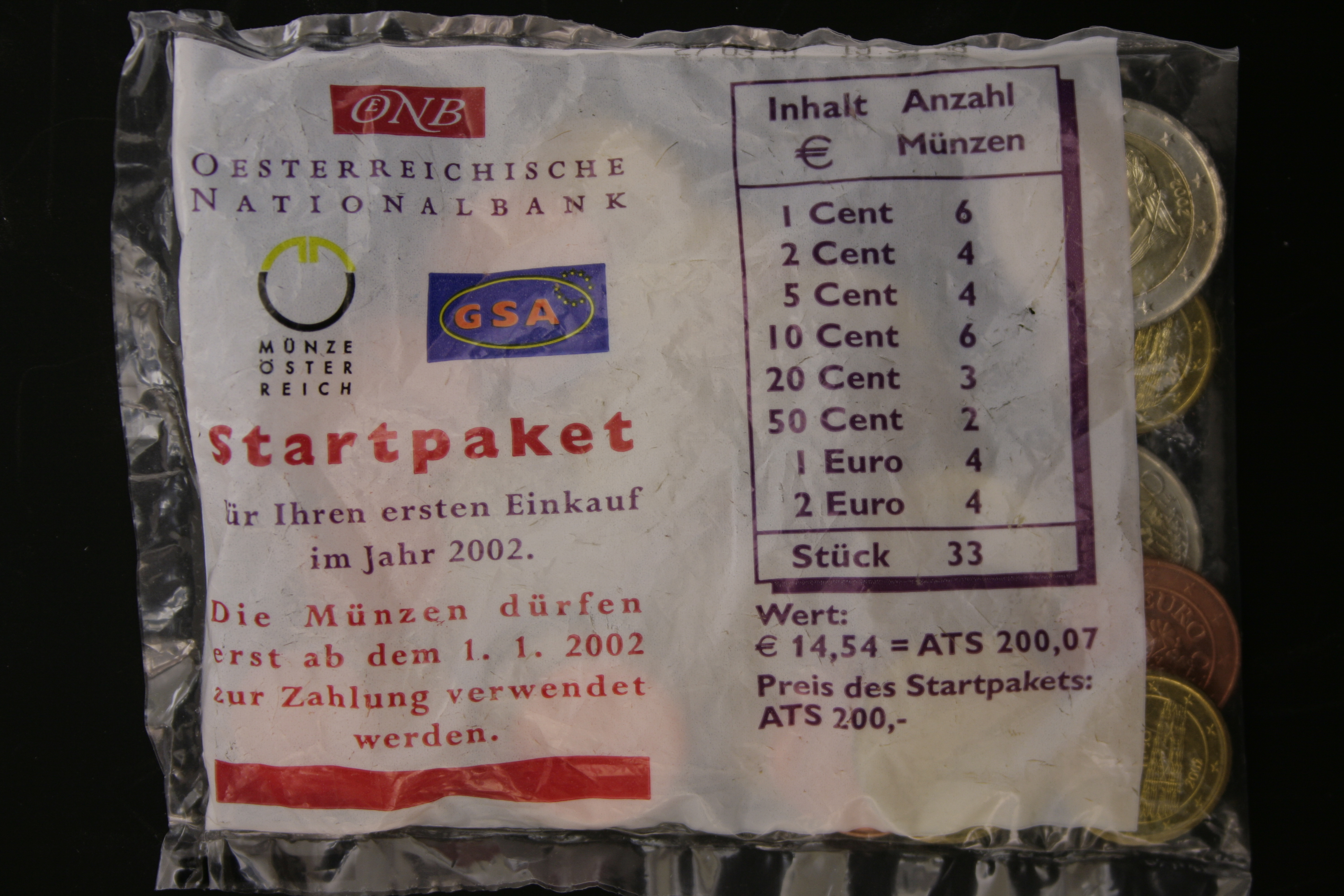
Österreichisches Startpaket

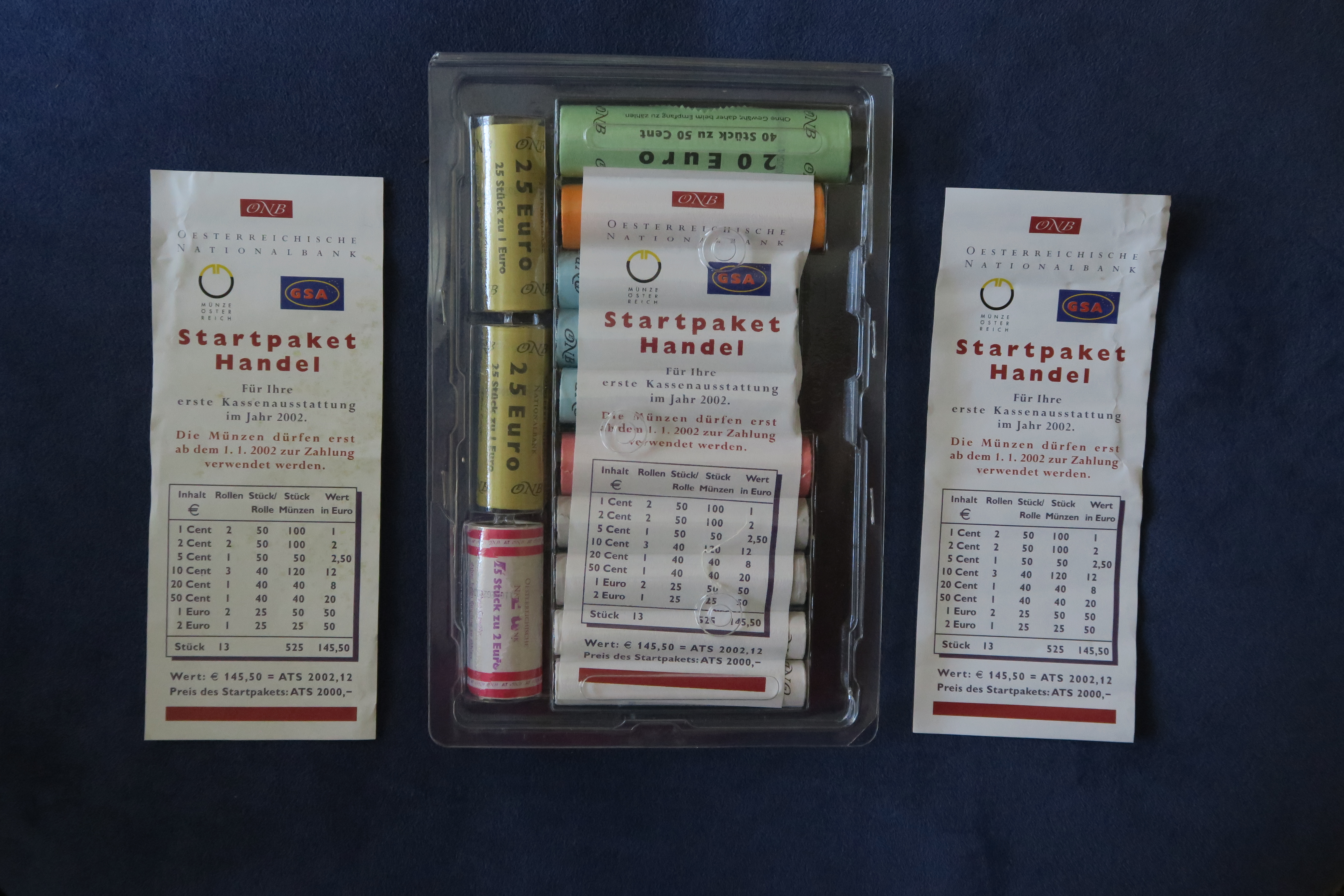
Österreichisches Startpaket für den Handel

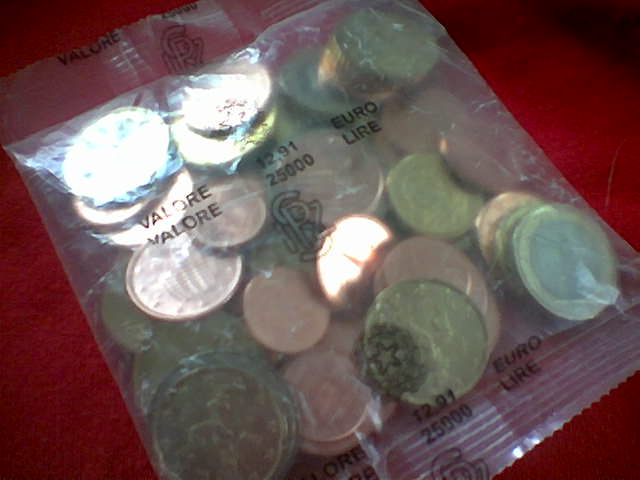
Italienisches Starterkit

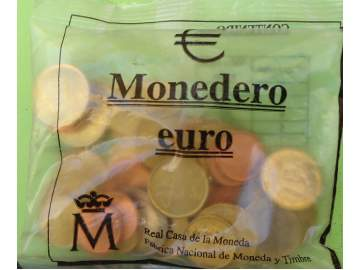
Spanisches Starterkit

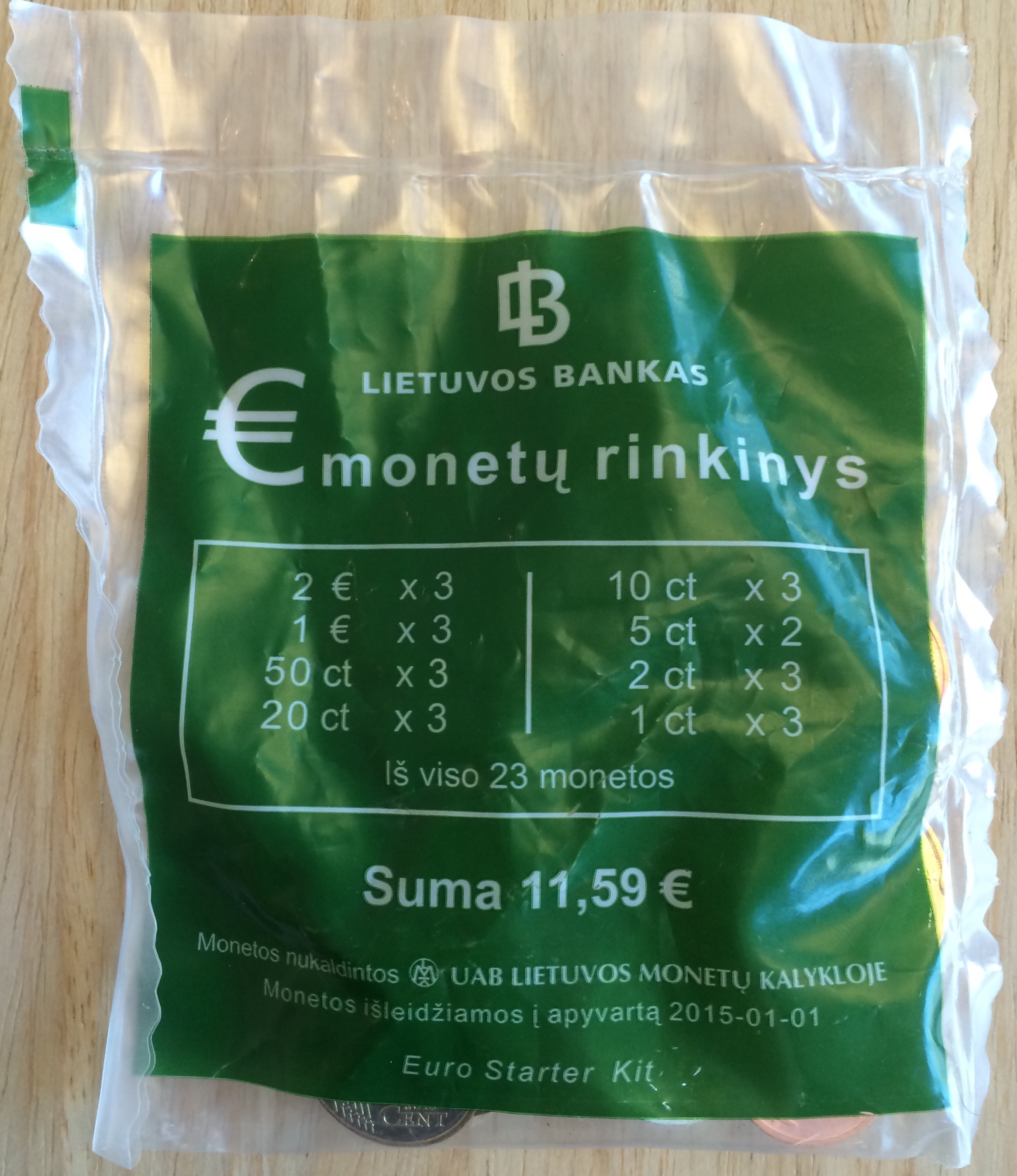
Litauisches Starterkit

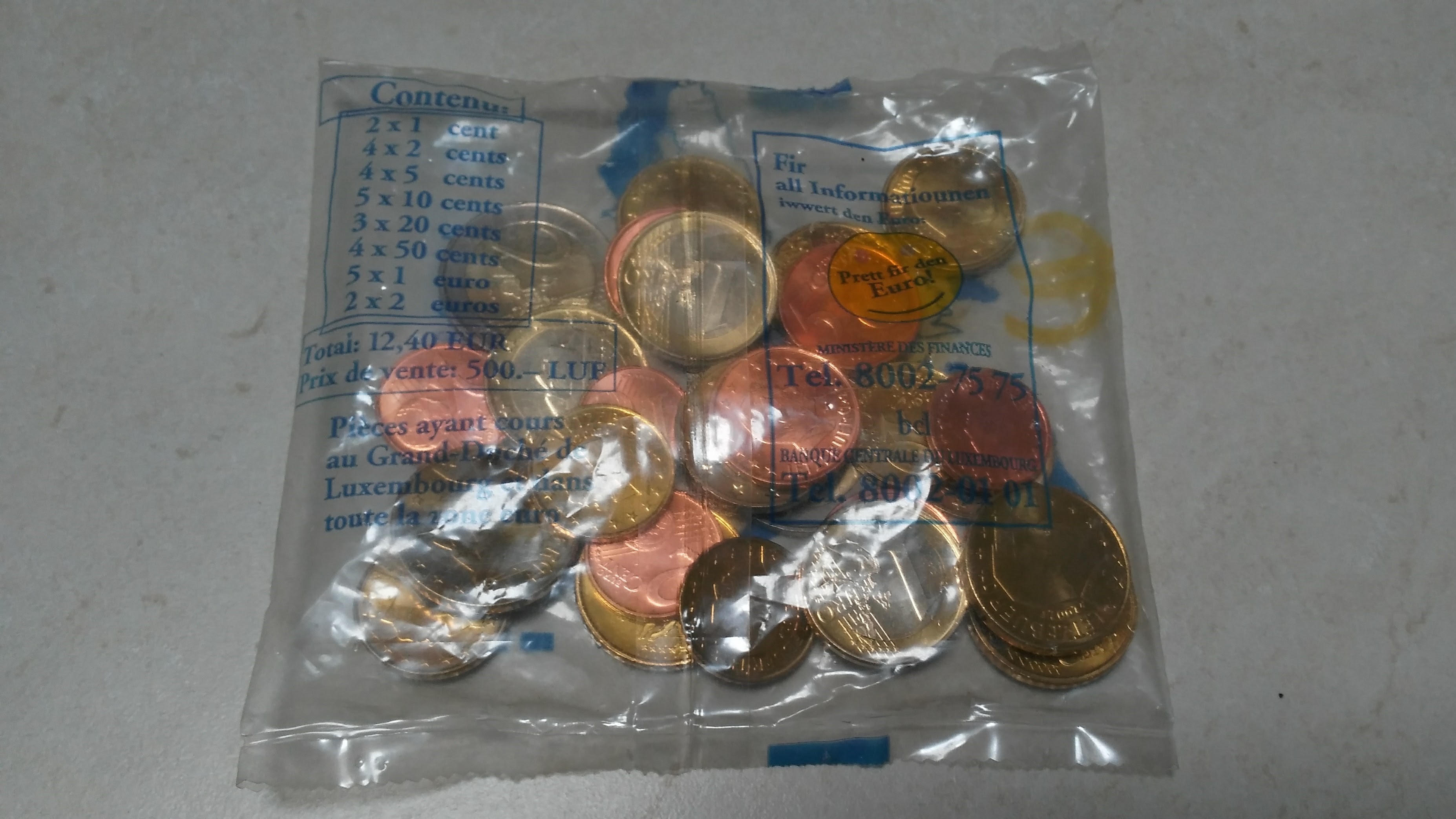
Luxemburgisches Starterkit 2001

Das Starterkit oder das Startpaket, je nach Euro-Staat mit eigener oder ohne aufgedruckter Bezeichnung, ist ein Münzbeutel, der vor der Einführung des Euro am 1. Januar 2002 in den Banken der zu diesem Zeitpunkt zwölf Euro-Staaten erhältlich war. Es hatte den Nutzen, die Bevölkerung in Europa mit dem Euro vertraut zu machen und die Einführung – vor allem des Münzgeldes – zu erleichtern. Auch die Länder, die nach 2002 den Euro einführten, gaben Starterkits aus. Die jüngste Zusammenstellung erschien am 1. Dezember 2022 in Kroatien, das am 1. Januar 2023 Mitglied der Euro-Staaten wurde.
In Deutschland enthielt ein Starterkit 20 Münzen im Wert von 10,23 Euro und hatte den Gegenwert von 20,01 DM. Der rechnerische Differenzbetrag von einem Pfennig ging dabei zu Lasten der öffentlichen Hand. In Deutschland waren die Starterkits ab dem 17. Dezember 2001 in allen Banken zu erhalten. Zudem gab es Starterpakete mit Eurobanknoten und Euromünzen für den Handel.
Das von der Münze Österreich herausgegebene österreichische Startpaket enthielt 33 Münzen im Gesamtwert von 14,54 Euro oder 200,07 Schilling. Die Bürger bezahlten für ein solches Startpaket 200 Schilling, der Staat gab somit sieben Groschen für ein Exemplar dazu. 
Zusätzlich gab es noch offizielle Startpakete für den Handel im Wert von 145,50 Euro oder ATS 2002,12. (Der Preis dafür war 2.000,- ATS)
Auch die Anzahl und Zusammenstellung der Münzen war von Land zu Land verschieden. So gab es im finnischen Starterkit nur alle acht Münzen im Wert von 3,88 €, im italienischen jedoch 53 Münzen im Wert von 12,91 € (25.000 Italienische Lire). 
Die Niederlande schenkten jedem Bürger ab sechs Jahren ein Ministarterkit im Wert von 3,88 € und boten zudem ein weiteres, reguläres Starterkit im Wert von 25 Niederländischen Gulden an.
Aus der Vatikanstadt gab es ebenfalls ein Starterkit, welches erst nach der Euroeinführung, ab März 2002, an Einwohner und Angestellte verkauft wurde. Die Republik San Marino gab als einziger Staat kein Starterkit aus.

## Sammlerobjekt
Unversehrte Starterkits sind bei Sammlern nach wie vor sehr beliebt; geöffnete Kits haben hingegen nur noch den realen Münzwert. So kann beim Verkauf von Starterkits häufig ein wesentlich höherer als der Ausgabepreis erzielt werden.
In Deutschland gab es verschiedene offizielle Starterkits. Sie wurden in den fünf deutschen Prägeanstalten hergestellt und abgepackt. Erkennbar sind die Unterschiede am Prägezeichen der Münzen im Kit (A = Berlin, D = München, F = Stuttgart, G = Karlsruhe, J = Hamburg). Es gab Unterschiede beim Aufdruck sowie der Beutelgröße. Starterkits aus Berlin (A) tragen auf der Rückseite das Datum der Abpackung. Die Starterkits aus Hamburg (J) sind etwas kleiner und der aufgedruckte Bundesadler hat eine ausgefüllte Form, wogegen alle anderen Prägeanstalten eine offene Form mit stilisiertem Federkleid wählten.
Die Auflage des deutschen Starterkits betrug insgesamt 53,54 Millionen Exemplare. Wegen dieser hohen Zahl konnte im Gegensatz zu den Starterkits anderer Länder das deutsche Starterkit keine hohen Wertsteigerungen vorweisen. Starterkits anderer Länder wie z. B. Monaco, Irland, Finnland und Vatikanstadt stiegen wegen ihrer geringen Auflagen (bis zu unter einer Million Exemplaren) zum Teil erheblich im Sammlerwert. Manipulationen und Fälschungen zum Schaden der Sammler kamen vor. Es wurden zudem auch Starterkits von privater Hand in Umlauf gebracht.
| Euroland     | Münzen | 2 € | 1 € | 50 | 20 | 10 | 5  | 2  | 1  | Ausgabepreis | Ausgabepreis | Ausgabedatum              | Auflage    |
| ------------ | ------ | --- | --- | -- | -- | -- | -- | -- | -- | ------------ | ------------ | ------------------------- | ---------- |
| Andorra      | 8      | 1   | 1   | 1  | 1  | 1  | 1  | 1  | 1  | 3,88 €       | 3,88 €       | 2014                      | 70.000     |
| Belgien      | 29     | 2   | 5   | 4  | 3  | 5  | 4  | 4  | 2  | 12,40 €      | 500 BEF      | 15. Dezember 2001         | 5.300.000  |
| Deutschland  | 20     | 2   | 3   | 4  | 4  | 3  | 2  | 1  | 1  | 10,23 €      | 20 DEM       | 17. Dezember 2001         | 53.542.150 |
| Estland      | 42     | 2   | 4   | 5  | 6  | 6  | 6  | 6  | 7  | 12,79 €      | 200 EEK      | 01. Dezember 2010         | 600.000    |
| Finnland     | 8      | 1   | 1   | 1  | 1  | 1  | 1  | 1  | 1  | 03,88 €      | 23 FIM       | 15. Dezember 2001         | 500.000    |
| Frankreich   | 40     | 4   | 3   | 4  | 7  | 4  | 5  | 7  | 6  | 15,25 €      | 100 FRF      | 14. Dezember 2001         | 53.000.000 |
| Griechenland | 45     | 2   | 5   | 6  | 7  | 8  | 6  | 6  | 5  | 14,67 €      | 5000 GRD     | 17. Dezember 2001         | 3.000.000  |
| Irland       | 19     | 1   | 2   | 2  | 4  | 4  | 2  | 1  | 3  | 06,35 €      | 5 IEP        | 14. Dezember 2001         | 750.000    |
| Italien      | 53     | 2   | 4   | 5  | 5  | 6  | 10 | 10 | 11 | 12,91 €      | 25000 ITL    | 15. Dezember 2001         | 30.000.000 |
| Kroatien     | 33     | 3   | 3   | 5  | 5  | 5  | 3  | 4  | 5  | 13,28 €      | 100.06 HRK   | 1. Dezember 2022          | 1.200.000  |
| Lettland     | 45     | 2   | 4   | 7  | 8  | 7  | 5  | 6  | 6  | 14,23 €      | 10 LVL       | 10. Dezember 2013         | 800.000    |
| Litauen      | 23     | 3   | 3   | 3  | 3  | 3  | 2  | 3  | 3  | 11,59 €      | 40 LTL       | 1. Dezember 2014          | 900.000    |
| Luxemburg    | 29     | 2   | 5   | 4  | 3  | 5  | 4  | 4  | 2  | 12,40 €      | 500 LUF      | 15. Dezember 2001         | 700.000    |
| Malta        | 34     | 2   | 3   | 5  | 6  | 6  | 5  | 3  | 4  | 11,65 €      | 5 MTL        | 17. Dezember 2007         | 330.000    |
| Monaco       | 40     | 4   | 3   | 4  | 7  | 4  | 5  | 7  | 6  | 15,25 €      | 100 FRF      | 14. Dezember 2001         | 51.200     |
| Niederlande  | 8      | 1   | 1   | 1  | 1  | 1  | 1  | 1  | 1  | 03,88 €      | gratis       | 14. bis 31. Dezember 2001 | 16.000.000 |
| Niederlande  | 32     | 2   | 3   | 5  | 5  | 5  | 5  | 3  | 4  | 11,35 €      | 25 NLG       | 14. Dezember 2001         | 8.800.000  |
| Österreich   | 33     | 4   | 4   | 2  | 3  | 6  | 4  | 4  | 6  | 14,54 €      | 200 ATS      | 15. Dezember 2001         | 6.000.000  |
| Portugal     | 34     | 2   | 2   | 4  | 5  | 6  | 5  | 5  | 5  | 10,00 €      | 2005 PTE     | 17. Dezember 2001         | 1.000.000  |
| Slowakei     | 45     | 2   | 6   | 8  | 8  | 6  | 5  | 5  | 5  | 16,60 €      | 500 SKK      | 01. Dezember 2008         | 1.200.000  |
| Slowenien    | 44     | 2   | 4   | 4  | 7  | 6  | 6  | 7  | 8  | 12,52 €      | 3000 SIT     | 15. Dezember 2006         | 450.000    |
| Spanien      | 43     | 2   | 2   | 7  | 7  | 6  | 6  | 9  | 4  | 12,02 €      | 2000 ESP     | 15. Dezember 2001         | 23.000.000 |
| Vatikanstadt | 8      | 1   | 1   | 1  | 1  | 1  | 1  | 1  | 1  | 3,88 €       | 3,88 €       | 1. März 2002              | 5.000      |
| Zypern       | 47     | 3   | 5   | 7  | 8  | 5  | 6  | 6  | 7  | 17,09 €      | 10 CYP       | 10. Dezember 2007         | 250.000    |